# Vernek
Vernek – wieś w Słowenii, w gminie Litija. W 2018 roku liczyła 58 mieszkańców.